# 직지심체요절
《백운화상초록불조직지심체요절》(白雲和尙抄錄佛祖直指心體要節)은 백운화상 경한(景閑)이 1372년에 초록한 불교 서적이다. 간단히 직지심체요절(直指心體要節) 또는 직지(直指, Jikji)라고 부르기도 한다.
1372년(공민왕 21)에 백운화상 경한이 임제종 18대 법손 석옥청공(石屋淸珙) 화상(和尙)으로부터 받아 온 《불조직지심체요절》을 증보하여 상·하 2권으로 엮은 것이다. 백운화상이 입적하고 3년 뒤인 1377년(우왕 3년)에 흥덕사(興德寺)에서 금속활자로 찍어 낸 것이 초인본(初印本)이다. 이는 현존하는 금속활자로 인쇄된 책 중 가장 오래된 것이다. 금속활자본은 현재 하권만이 전해지고, 프랑스 국립도서관에 소장되어 있다. 고간본(古刊本)으로는 1378년 백운화상이 입적한 여주 취암사(鷲巖寺)에서 간행한 목판본이 있다. 목판본은 1992년 4월 20일 보물 제1132호로 지정되었고, 현재 한국학중앙연구원 장서각과 국립중앙도서관에 상하권 1책이 각각 소장되어 있다.

## 내용
중심 주제인 직지심체(直指心體)는 ‘직지인심견성성불(直指人心見性成佛)’이라는 오도(悟道)의 명구에서 따온 것이다. 그 뜻은 사람이 마음을 바르게 가졌을 때 그 심성이 곧 부처의 마음임을 깨닫게 된다는 뜻이다. 사람의 본성은 그 자체가 본시 청정하므로 선지식(善知識)의 도움에 의하여 자기 마음 속에서 그 심성이 자정(自淨)함을 깨닫고 늘 자수(自修)·자행(自行)하면 곧 불성(佛性)을 체득하여 자기 자신이 바로 법신(法身)이 되며, 자기 마음이 바로 불심이 된다는 요지이다.

## 명칭
정식 명칭은 ‘백운화상초록불조직지심체요절’(白雲和尙抄錄佛祖直指心體要節)이며, 간략 서명은 ‘불조직지심체’(佛祖直指心體)이다. 판심제(版心題)는 직지(直指) 또는 심요(心要)이다. 간단히 '직지심체요절(直指心體要節)', '직지(直指)'로 불리며, 영어권에도 'Jikji'로 통용된다.
흔히 직지심경(直指心經)으로도 불리는데, 불서(佛書) 중 직지는 경(經)이 아니라 요절(要節)이기 때문에 이는 잘못된 표현이다.

## 금속활자본

### (1) 금속활자본
백운화상이 입적하고 3년 뒤인 1377년(우왕 3) 청주 흥덕사에서 간행하였다. 상·하 2권을 간행했으나, 현전하는 것은 하권 1책(첫 장 결락) 뿐이며, 이는 프랑스 국립도서관에 소장되어 있다. 간행 후 500여 년의 행적은 알려진 게 거의 없다. 직지의 존재가 다시 드러난 것은 19세기 말 주한 프랑스 공사 콜랭 드 플랑시에 의해서이다. 주한 프랑스 공사로 부임한 플랑시는 고서적 수집에 열중했는데, 땅을 파던 중 직지를 입수한 것으로 보인다. 플랑시가 입수했을 때 직지는 이미 상권은 없고 하권도 첫 번째 쪽이 사라진 상태였다. 이후 플랑시에 의해 프랑스로 유출된 직지는 1911년 경매에 부쳐져 골동품 수집가 앙리 베베르에게 180프랑에 낙찰되었다. 1950년 베베르의 유족이 이를 프랑스 국립도서관에 기증해 현재에 이른다. 1972년 박병선 박사에 의해 현존하는 금속 활자로 인쇄된 책 중에서 가장 오래된 것이라고 밝혀졌고, 그해 유네스코가 지정한 ‘세계 도서의 해’ 기념 도서 박람회에 공개되었다. 2001년 9월 4일에 《승정원일기》와 함께 유네스코 세계기록유산에 등재되었다. 현재로선 직지를 프랑스로부터 돌려받을 가능성은 희박해 보인다. 병인양요 때 약탈해 간 외규장각 도서와는 달리 직지는 플랑시가 합법적으로 수집해 간 것으로 보이기 때문이다.

### (2) 금속활자본 직지 인쇄 과정
직지(금속활자본)의 인쇄 과정은 다음과 같다.
1. 글자본 선정
2. 자본 붙이기
3. 어미자 만들기
4. 밀랍 가지 만들기
5. 주형(거푸집 만들기)
6. 쇳물붓기
7. 완성된 주조 활자
8. 활자 다듬기
9. 조판
10. 인쇄하기

과정별 자세한 내용과 사진 자료들은 청주고인쇄박물관 사이트를 참조 바랍니다.(청주고인쇄박물관 - 직지 인쇄과정)

## 목판본
1378년(우왕 4) 6월에 백운화상이 입적한 여주 취암사에서 제자 법린(法麟) 등이 금속활자본을 바탕으로 간행한 것이다. 서문은 금속활자본의 성사달(成士達)이 쓴 것을 그대로 사용하고, 앞부분에 이색(李穡)이 쓴 서문을 추가하였다.
닥종이에 찍은 2권 1책으로, 크기는 세로 21.4cm, 가로 15.8cm이다. 금속활자본을 다시 목판으로 간행한 이유는 지방 사찰의 금속활자 인쇄술이 미숙하여 인출 부수에 제한을 받아 많이 찍어 널리 퍼뜨릴 수 없었기 때문인 것으로 보인다.
현재 한국학중앙연구원 소장 판본과 국립중앙도서관 소장 판본이 있는데, 한국학중앙연구원 소장 판본이 인쇄상태가 좋은 편이고 두 개의 서문이 붙어있어 완전한 형태이다. 한국학중앙연구원 소장 판본은 1992년 4월 20일 보물 제1132호로 지정되었다.

## 같이 보기
- 구텐베르크 활자
- 상정고금예문 - 직지심체요절보다 143년 앞선 최초의 금속활자 인쇄물. 현존하지 않음.
- 청주 흥덕사지
- 프랑스 국립도서관
- 무구정광대다라니경 - 현존하는 세계 최고 (最古)의 목판 인쇄물
- 직지체 - 청주고인쇄박물관 자료실에서 다운로드해 사용 가능. (자료실에서 '직지글꼴' 검색)

## 직지 공식 웹사이트
- 고인쇄박물관이 '직지 글로벌 웹사이트 구축 사업'을 추진 중에 있으며, 2020년 9월 경 '직지코리아 페스티벌' 기간에 오픈됐다.
- 한글, 중국어, 영어, 프랑스어, 일본어, 스페인어, 아랍어, 이탈리어 등 11개 언어가 웹사이트에 탑재돼있다.[9]
- 링크 직지글로벌 (globaljikji.org)을 검색해보자.